# Pleuroskelidion
Pleuroskelidion es un género de foraminífero bentónico de la subfamilia Pleurostomellinae, de la familia Pleurostomellidae, de la superfamilia Pleurostomelloidea, del suborden Buliminina y del orden Buliminida. Su especie tipo es Pleuroskelidion unda. Su rango cronoestratigráfico abarca el Plioceno.

## Discusión
Clasificaciones previas incluían Pleuroskelidion en el suborden Rotaliina del orden Rotaliida. Clasificaciones más modernas consideran Pleuroskelidion un sinónimo posterior de Pleurostomella.

## Clasificación
Pleuroskelidion incluye a la siguiente especie:
- Pleuroskelidion unda